# Roxana Berco
Roxana Berco (Buenos Aires, 12 de junio de 1956) es el nombre artístico de Roxana Graciela Berconsky, actriz, autora, directora de teatro y profesora de teatro, hija de los actores Susana Campos y Alberto Berco.

## Actividad profesional
Comenzó su formación artística en cursos con María Herminia Avellaneda, Augusto Fernandes, Lito Cruz, Carlos Gandolfo, Julio Ordano y Antonio Mónaco así como en seminarios dictados por Dominic de Fazio, Bruce Katzman, Chris Hayes, Jeremy Stockwell, Katya Benjamin, Jane Boston, Eric Morris, Jeremy James, Serge Nicolai, Román Podolsky y Julio Chávez.
Trabajó en televisión desde 1979, principalmente en telenovelas, y debutó en cine en 1981 en el filme Las mujeres son cosa de guapos. Dirigida por Inés de Oliveira Cézar, actuó en Cómo pasan las horas (2004) en la que interpretó a una mujer que va a buscar a su madre, enferma -interpretada por su madre en la vida real, Susana Campos-, que vive en un paraje alejado y boscoso y que se encuentra enferma de cáncer. Susana Campos, que padecía un tumor cerebral del que había sido operada en 1999, falleció el mismo año que se filmó esa película.
Tiene una extensa labor en teatro; trabajó, entre otras obras, en A la caza de La Virgen Loca, dirigida por Lamberto Arévalo; Aquí no podemos hacerlo, que dirigió Pepe Cibrián; Aureliano, obra de Roxana Berco, Mariano Pérez de Villa y Román Podolsky dirigida por este último; Avatares, de autoría de Ana Alvarado que dirigió Eleonora Dafcik; Convivencia, dirigida por Roberto Durán con la participación de Federico Luppi y Luis Brandoni; Cuerpos de James Saunders con la participación de Roberto Saiz, Gabriel Molinelli y la actuación y dirección de Patricia Palmer; Los días felices de Samuel Beckett; La boda de Fanny Fonaroff en la temporada 2018; La noche de la iguana, de Tennessee Williams con Oscar Martínez, Susú Pecoraro y Mirta Busnelli y dirección de Carlos Rivas, Greek de Steven Bekoff, dirigida por Analía Feddra García e interpretada por Martín Urbaneja, Ingrid Pelicoriy Horacio Roca en las temporadas 2012 y 2013 en el Centro Cultural de la Cooperación; Hembras, teatro leído con la dirección de Teresa Constantini; Romeo y Julieta de William Shakespeare, dirigida por Virginia Lago; Razones personales -L’Aide memoire de Jean Claude Carriere, en 1996-1997, con Rubén Ballester, dirigida por Daniel Ruiz; Telémaco de Marco Antonio de la Parra, dirigida en el Teatro General San Martín por Dora Milea; Un tranvía llamado deseo, con Graciela Dufau y dirección de Hugo Urquijo y Fiebre de heno de Noel Coward, con Lautaro Murúa y la actuación y dirección de China Zorrilla.
Se inició en la docencia en 1988 dirigiendo talleres teatrales tanto en su propio Estudio como en Instituciones, algunas de las cuales fueron el Centro Cultural San Martín, Fundación Universidad de Cine y Río Plateado -dirigido por Hugo Midón del que participó durante 23 años hasta su cierre en el 2011.

## Filmografía
Intervino como intérprete en las siguientes películas:
- La otra piel (2018) dir. Inés de Oliveira Cézar
- El corte (2018) dir. Regina Braunstein y Agustina González Bonorino
- Mariel espera (2017) dir. Maximiliano Pelosi
- Historias Breves 8 (2013)
- Love, Stories, Three (cortometraje) (2014) …Estela
- Maternidad (cortometraje) (2008) dir. Franco Tarelli
- El nido vacío (2008) 	dir. Daniel Burman
- Cómo pasan las horas (2004) dir. Inés de Oliveira Cézar …René
- Cautiva (2003) dir. Inés de Oliveira Cézar …Ana
- La entrega (2002) dir. Inés de Oliveira Cézar …Carmela
- La rosa azul (2001) dir. Oscar Aspeolea
- Otra historia de amor (1986)dir. Américo Ortiz de Zárate
- La película del rey (1986) dir. Carlos Sorín …Lucía
- Camila (1984) dir. María Luisa Bemberg	…Carmen O'Gorman
- Las mujeres son cosa de guapos (1981)

## Televisión
Actuó en las siguientes obras en televisión:
- Hechos y protagonistas (serie) (2016) …invitada, como ella misma.
- Signos (miniserie) (2015, 4 episodios)…Mónica
- El deseo  (serie) (2004, 23 episodios) …Luisa
- Vulnerables (serie) (2000, 38 episodios)... Rita
- El hombre (miniserie) (1999, 13 episodios)... Nora Cepeda
- El precio del poder (serie) (1992, 39 episodios)
- Mujer comprada (serie) (1986, 139 episodios) …Sofi
- Amo y señor (serie) (1984, 49 episodios)
- Historia de un trepador (serie) (1984, 29 episodios)
- Esa provinciana (serie) (1983, 39 episodios) …Alicia
- Jugarse entero (serie) (1983, 19 episodios)
- Pero estoy vivo (película) (1983)
- Gaspar de la noche (serie) (1982, 12 episodios)
- Viva América (serie) (1982, 19 episodios) …Franca Scoppa
- Gabriela (serie) (1981, 66 episodios) …Sara Santibáñez
- Herencia de amor (serie) (1981, 16 episodios) …Chantal
- Lo imperdonable (serie) (1981, 10 episodios) …Gloria Fonseca Plaza
- Novia de vacaciones (serie) (1979, 29 episodios) …Mirey
- Olmedo 79 (serie) (1979, 3 episodios)
- Compromiso (serie)
- Las 24 horas (serie)
- De Fulanas y Menganas (serie)
- Alta Comedia (serie)
- Nueve Lunas (serie)
- La Hermana Mayor (serie)
- Laberinto (serie)
- Chiquititas (serie)
- Vulnerables (serie)
- Amas de casa desesperadas (serie)
- Los ricos no piden permiso (serie)
- Cuéntame cómo pasó (serie)